# Episodi di Still Standing (prima stagione)
La prima stagione della serie televisiva Still Standing è andata in onda negli Stati Uniti d'America dal 30 settembre 2002 al 12 maggio 2003 sul canale CBS. In Italia è andata in onda dal 3 dicembre 2007 al 4 gennaio 2008 su Iris.
| nº | Titolo originale   | Titolo italiano            | Prima TV USA      | Prima TV Italia  |
| -- | ------------------ | -------------------------- | ----------------- | ---------------- |
| 1  | Pilot              | Tutta la verità            | 30 settembre 2002 | 3 dicembre 2007  |
| 2  | Still Reading      | Il gruppo di lettura       | 7 ottobre 2002    | 4 dicembre 2007  |
| 3  | Still in School    | La rimpatriata             | 14 ottobre 2002   | 5 dicembre 2007  |
| 4  | Still Rocking      | Il concerto                | 21 ottobre 2002   | 6 dicembre 2007  |
| 5  | Still Volunteering | Volontariato               | 28 ottobre 2002   | 7 dicembre 2007  |
| 6  | Still Cheering     | Da giocatore a cheerleader | 4 novembre 2002   | 10 dicembre 2007 |
| 7  | Still Cheating     | Bugie e tradimenti         | 11 novembre 2002  | 11 dicembre 2007 |
| 8  | Still Family       | Serata in famiglia         | 18 novembre 2002  | 12 dicembre 2007 |
| 9  | Still Thankful     | Lo scaccia moglie          | 25 novembre 2002  | 13 dicembre 2007 |
| 10 | Still Scalping     | Operazione… opera!         | 9 dicembre 2002   | 14 dicembre 2007 |
| 11 | Still Spending     | Economia domestica         | 16 dicembre 2002  | 17 dicembre 2007 |
| 12 | Still Bullying     | Il ballo scolastico        | 6 gennaio 2003    | 18 dicembre 2007 |
| 13 | Still Good Cop     | Il buono e il cattivo      | 27 gennaio 2003   | 19 dicembre 2007 |
| 14 | Still Scoring      | Fitness mania              | 3 febbraio 2003   | 20 dicembre 2007 |
| 15 | Still Romancing    | Qualcosa di romantico      | 10 febbraio 2003  | 21 dicembre 2007 |
| 16 | Still Hairdressing | Presi per i capelli        | 17 febbraio 2003  | 25 dicembre 2007 |
| 17 | Still Excelling    | Il vulcano                 | 10 marzo 2003     | 26 dicembre 2007 |
| 18 | Still Sisters      | L'invadente                | 31 marzo 2003     | 27 dicembre 2007 |
| 19 | Still Changing     | Killer Miller è tornato    | 14 aprile 2003    | 3 gennaio 2008   |
| 20 | Still Petting      | Dog-sitter                 | 28 aprile 2003    | 4 gennaio 2008   |
| 21 | Still Mom          | Arriva la nonna!           | 5 maggio 2003     | 31 dicembre 2007 |
| 22 | Still Partying     | Tale padre, tale figlio!   | 12 maggio 2003    | 1º gennaio 2008  |